# Yehni Djidji
Œuvres principales
- Intimes confidences (2010)
- Une passion interrompue (2012)

Yehni Djidji ou Fonou N’Guessan Rosine Kakou à l'état civil, est une écrivaine, poète et blogueuse ivoirienne née à Abidjan en 1988.  Diplômée en communication, marketing et management, elle est également, scénariste, chroniqueuse, promotrice de site internet et d’événements littéraires. En 2013, elle crée l’Agence Littéraire Livresque qui est aujourd'hui spécialisée dans la rédaction, l’édition, la diffusion et la distribution d'œuvres littéraires.

## Biographie
Diplômée en Communication, Marketing et Management, Yehni Djidji de son vrai nom Rosine Kakou épouse Ano a plus de 10 ans d’expérience dans la création de contenus avec un focus sur les fictions et les chroniques web. Fondatrice de l’Agence Littéraire Livresque, elle et son équipe accompagnent les personnes qui ont un projet d’écriture jusqu’à la publication au format numérique ou papier. Aussi elle organise et aide à l'organisation d'événements littéraires. Elle sera sélectionnée parmi les 35 jeunes innovateurs âgés de moins de 35 ans qui ont fait bouger le monde francophone en 2016 et d’obtenir le premier prix Catégorie « Culture et divertissement », grâce à www.225nouvelles.com, un site de promotion de la littérature. En 2017, Djidji est boursière du programme Mandela Washington Fellowship (Young African Leaders Initiative) initié par le Président Américain Barack Obama. Le 9 décembre 2017, elle est élue également, présidente de l'Association des Blogueurs de Côte d'Ivoire. En 2018, Yehni reçoit le prix Ascom de la Communication Digitale.    

## Publications
- 2010 : Intimes confidences (NEI, Adoras, Abidjan).
- 2010 : Les plus belles lettres d’amour (NEI, adoras, Abidjan).
- 2010 : Côte d’Ivoire: 50 ans d’indépendance, nouvelles, (Frat Mat Ed., R.Laffont, Abidjan/Paris).
- 2012 : Une passion interrompue, Roman, (Balafons, Abidjan) [2].

## Distinctions
- 2011 : Meilleure blogueuse de Côte d’Ivoire au concours E-voir Blog Awards[6].
- 2011 : scénariste, 3e prix scénario d’Afrique[4].
- 2013 : Médaille de bronze de la catégorie concours littéraire aux VIIes Jeux de la Francophonie[6],[7].
- 2018 : Prix Ascom de la Communication Digitale[4].

## Référence
1. ↑  AMADOU BAILO DIALLO, « Yehni Djidji, Une passionnée d’écriture - AfrikMag », AfrikMag,‎ 22 décembre 2016 (lire en ligne, consulté le 25 juin 2018)
2. 1 2  « Djidji Yehni », sur ae-ci.org (consulté le 5 novembre 2014).
3. ↑  Notre Lysma, « Yehni Djidji, une Alysma écrivaine et blogueuse littéraire - Notre Lysma », Notre Lysma,‎ 30 septembre 2016 (lire en ligne, consulté le 25 juin 2018)
4. 1 2 3  « Ma bio », sur Le blog de Yehni Djidji (consulté le 16 juillet 2022).
5. ↑  Yehni Djidji, « LE BLOG DE YEHNI DJIDJI Mon regard sur le monde, une lucarne sur mon monde ! » (consulté le 16 juillet 2022).
6. 1 2  « Jeux de la Francophonie : la blogueuse ivoirienne Yehni Djidji, fait honneur à la Côte d’Ivoire », sur techmissus.com (consulté le 5 novembre 2014).
7. ↑  « Fonou N’Guessan Rosine Kakou, médaillée de bronze au concours de littérature des VIIes Jeux (Côte d’Ivoire) »(Archive.org • Wikiwix • Archive.is • Google • Que faire ?), sur jeux.francophonie.org (consulté le 5 novembre 2014).